# Tupesy
Tupesy är en ort i Tjeckien.   Den ligger i distriktet Okres Uherské Hradiště och regionen Zlín, i den östra delen av landet, 240 km sydost om huvudstaden Prag. Tupesy ligger 214 meter över havet och antalet invånare är 1 117.
Terrängen runt Tupesy är platt åt sydost, men åt nordväst är den kuperad.Runt Tupesy är det tätbefolkat, med 343 invånare per kvadratkilometer. Närmaste större samhälle är Uherské Hradiště, 6,7 km öster om Tupesy. Trakten runt Tupesy består till största delen av jordbruksmark.